# Frances Hannon
Frances Hannon é uma maquiadora estadunidense. Venceu o Oscar de melhor maquiagem e penteados na edição de 2015 por The Grand Budapest Hotel, ao lado de Mark Coulier.